# Cynanchum anthonyanum
Cynanchum anthonyanum är en oleanderväxtart som beskrevs av Handel-mazzetti. Cynanchum anthonyanum ingår i släktet Cynanchum och familjen oleanderväxter. Inga underarter finns listade i Catalogue of Life.